# Marinus Knoope
Marinus Cornelis (Marinus/Rien) Knoope (Rotterdam, 21 februari 1947 - Nijmegen, 17 november 2021) was een Nederlands fysicus, idealist, schrijver en spreker.

## Biografie
Knoope studeerde af als fysicus aan de Radboud Universiteit Nijmegen. 
Vanaf 1992 gaf hij lezingen over zijn theorie van de 'mentaalspiraal'. Knoopes idee is dat de mens zelf kan wensen of diens droom uit kan komen.
In 1997 schreef hij zijn eerste boek hierover, De creatiespiraal. Dit managementboek verscheen in 1998 en in 2007 waren er in Nederland meer dan 100.000 exemplaren van verkocht. Het managementboek is vertaald in het Engels, Duits en Italiaans. Het wordt ook gebruikt op hogescholen en universiteiten.
In 2009 verscheen Knoope's vervolgboek, De ontknooping, waar hij zes jaar aan gewerkt zou hebben.
Knoope gaf lezingen over zijn gedachtegoed tot 2019. Hij overleed in 2021 aan de gevolgen van de ziekte van Parkinson.